# Charly – Virágot Algernonnak
A Charly – Virágot Algernonnak vagy Charly (eredeti cím: Charly) 1968-ban bemutatott amerikai sci-fi filmdráma, melynek rendezője és producere Ralph Nelson. A forgatókönyvet Stirling Silliphant írta, Daniel Keyes hasonló című 1958-as novellájából, illetve 1966-os regényéből. A főbb szerepekben Cliff Robertson és Claire Bloom látható.
Világpremierje 1968. június 28-án volt a 18. Berlini Nemzetközi Filmfesztiválon. A film pozitív kritikákat kapott, Robertson elnyerte a legjobb férfi főszereplőnek járó Oscar-díjat.

## Cselekmény
Charly Gordon Bostonban élő, szellemileg visszamaradott férfi. Vágyik a tanulásra, két éve jár egy esti iskolába, Alice Kinnian tanárnő óráira. Megtanult írni és olvasni, de a helyesírása továbbra is rossz, képtelen hibák nélkül leírni saját nevét. Egy pékségben dolgozik takarítóként, ahol munkatársai saját szórakoztatásukra rendszeresen gúnyt űznek fogyatékosságából. 
Alice elviszi őt Dr. Richard Nemur és Dr. Anna Straus kutatókhoz, akik az intelligencia fejlesztésének módszereit vizsgálják. Elméletüket sikeresen tesztelték, műtétet hajtva végre egy Algernon nevű laboratóriumi egéren, és most emberi kísérleti alanyt keresnek. Charlyt különféle teszteknek vetik alá, de egy labirintus játékban folyamatosan alulmarad Algernonnal szemben. Végül a férfit választják ki a műtét alanyául.
A beavatkozás után eleinte nem vehető észre Charly intelligenciájának növekedése, de nemsokára legyőzi Algernont és IQ-ja is egyre magasabb lesz. Munkatársai ráveszik egy bonyolult gép kezelésére (abban reménykedve, hogy Charly elrontja azt és így aznap már nem kell dolgozniuk), de ő sikeresen helyt áll. Társuk újdonsült intelligenciájára féltékenyen kirúgatják Charlyt a munkahelyéről. Alice folytatja a férfi tanítását, ám ő hamarosan túlszárnyalja őt. Érzelmi intelligencia hiányában Charly esetlenül és erőszakos módon vall szerelmet a nőnek, ő tanítványa viselkedésétől megrettenve visszautasítja. Charly egy időre elhagyja a várost, és lázadó motorosokkal tölti idejét, de később visszatér. Alice hozzáállása megváltozik, egymásba szeretnek és a házasságot kezdik tervezgetni.
Dr. Nemur és Straus bemutatják kutatási eredményeiket egy tudományos konferencián. Levetítik a Charly korábbi tesztjeiről készült felvételeket és színpadra szólítják a férfit, akinek a közönség tagjai kérdéseket tehetnek fel. A férfi immár legalább ugyanolyan intelligens, mint a hallgatóságban ülő tudósok, de kialakult benne egy cinikus szemléletmód is az emberiségről. Elárulja nekik, hogy Algernon elveszítette megnövekedett intelligenciáját és elpusztult - amit a tudósok sikertelenül próbáltak eltitkolni előle, mivel rá is hasonló sors vár. A konferenciáról viharosan távozva hallucinálni kezd korábbi énjéről. Egy bárban segít a szellemileg visszamaradott pohárszedő fiúnak, akik elejtett egy poharakkal teli tálcát, a jelenlévők legnagyobb derültségére.
Charly felajánlja segítségét Alice-nak, Nemurnak és Strausnak, hogy módot találjanak megnövekedett intelligenciájának megőrzésére. Erőfeszítéseik nem járnak sikerrel, a férfi depresszióba esik és arra kéri Alice-t, ne látogassa meg többet. Valamivel később Alice meglátja Charlyt, amint gyerekekkel játszik a játszótéren, teljesen visszafejlődve eredeti fogyatékossági szintjére.

## Szereplők
| Szerep            | Színész         | Magyar hang        | Magyar hang           |
| Szerep            | Színész         | 1. szinkron (1976) | 2. szinkron (1986–90) |
| ----------------- | --------------- | ------------------ | --------------------- |
| Charly Gordon     | Cliff Robertson | Tordy Géza         | Szakácsi Sándor       |
| Alice Kinnian     | Claire Bloom    | Kovács Nóra        | Menszátor Magdolna    |
| Dr. Anna Straus   | Lilia Skala     | Vajay Erzsi        | Pásztor Erzsi         |
| Dr. Richard Nemur | Leon Janney     | Tánczos Tibor      | Pathó István          |
| Mrs. Apple        | Ruth White      | Pogány Margit      |                       |
| Bert              | Dick Van Patten |                    | Melis Gábor           |
| Gimpy             | Edward McNally  | Garas Dezső        | Csurka László         |
| Hank              | Barney Martin   | Győrffy György     | Gruber Hugó           |
| Joey              | William Dwyer   |                    |                       |
| Paddy             | Dan Morgan      |                    |                       |

## Fogadtatás

### Fontosabb díjak és jelölések
| Díj                              | Kategória                            | Jelölt                                            | Eredmény | Ref.  |
| -------------------------------- | ------------------------------------ | ------------------------------------------------- | -------- | ----- |
| Oscar-díj                        | legjobb férfi főszereplő             | Cliff Robertson                                   | Elnyerte | [ 6 ] |
| Berlini Nemzetközi Filmfesztivál | Arany Medve                          | Ralph Nelson                                      | Jelölve  |       |
| Golden Globe-gála                | legjobb filmdráma                    | legjobb filmdráma                                 | Jelölve  | [ 7 ] |
| Golden Globe-gála                | legjobb férfi főszereplő (filmdráma) | Cliff Robertson                                   | Jelölve  | [ 7 ] |
| Golden Globe-gála                | legjobb forgatókönyv                 | Stirling Silliphant                               | Elnyerte | [ 7 ] |
| Hugo-díj                         | legjobb drámai bemutató              | Ralph Nelson, Stirling Silliphant és Daniel Keyes | Jelölve  | [ 8 ] |

## Fordítás
- Ez a szócikk részben vagy egészben  a   Charly (1968 film) című angol Wikipédia-szócikk ezen változatának fordításán alapul.  Az eredeti cikk szerkesztőit annak laptörténete sorolja fel. Ez a jelzés csupán a megfogalmazás eredetét és a szerzői jogokat jelzi, nem szolgál a cikkben szereplő információk forrásmegjelöléseként.